# Chez Krull
Chez Krull est un roman policier de Georges Simenon, paru en 1939.

## Résumé
Chez Krull, c'est une petite boutique de faubourg, moitié épicerie, moitié bistrot, que dirige Maria Krull et qui est fréquentée surtout par les mariniers du canal voisin. 
Hans Krull, un beau jour, arrive d'Allemagne chez ses cousins pour une raison vague (sans doute des ennuis politiques) et une durée indéterminée. Aussitôt, sa présence crée un climat de tension dans la famille qui jusque-là vivait tranquille. Son sans-gêne, sa perspicacité, sa personnalité si différente de celle des Krull, et surtout de celle de Joseph, son cousin, entourent le personnage d'une étrangeté un peu inquiétante. Dès son arrivée, il a une liaison avec Liesbeth. Seul le vieux père Krull, taciturne et impassible, ne semble pas s'apercevoir des changements que l'arrivée du jeune Allemand a entraînés dans l'existence familiale. 
Un jour, Hans découvre dans le canal le corps d'une jeune fille, qui a été jetée à l'eau après avoir été violée et étranglée : c'est Sidonie, la fille de « Pipi », sorte de mendiante qui vit avec un clochard dans une péniche. L'émoi est grand dans la ville et parmi les mariniers. Rapidement, les soupçons se tournent vers Hans, « le Boche », puis vers toute la famille Krull. Les vieilles rancunes raciales se raniment : on casse une vitre, on couvre la façade d'inscriptions, on lance des menaces... Toute la population s'en mêle. On accuse un certain Potut, mais son innocence ne tarde pas à être prouvée. L'accusation se porte alors sur Joseph Krull, dont le comportement névrosé peut donner à croire qu'il est en effet un obsédé sexuel. Il nie être l'auteur du meurtre. La colère et la peur éclatent parmi les habitants, et c'est un siège en règle de la maison des Krull. Pour calmer la foule, on emmène Joseph en prison. Épilogue tragique de ce drame : le vieux Cornélius, après avoir intimé à Hans l'ordre de quitter les lieux, se pend dans son atelier. On ne sait toujours pas qui a tué...

## Aspects particuliers du roman
L’un des romans à substrat liégeois de Simenon dont l’action, qui aurait pu se situer au faubourg de Coronmeuse mais se déroule quelque part en France, retrace le développement d’une psychose collective à partir d’un fait divers démesurément grossi. 

## Fiche signalétique de l'ouvrage

### Cadre spatio-temporel

#### Espace
Une ville non précisée. 

#### Temps
Époque contemporaine.

### Les personnages

#### Personnage principal
Hans Krull, Allemand. Sans profession. Célibataire. Environ 25 ans.

#### Autres personnages
- Joseph Krull, cousin français de Hans, étudiant en médecine, même âge
- Liesbeth Krull, sœur de Joseph, lycéenne, 17 ans
- Cornélius Krull, vannier, leur père, et son épouse Maria Krull
- « Pipi » et sa fille Sidonie, vagabondes.

## Éditions
- Édition originale : Gallimard, 1939
- Tout Simenon, tome 21, Omnibus, 2003  (ISBN 978-2-258-06106-4)
- Romans durs, tome 4, Omnibus, 2012  (ISBN 978-2-258-09358-4)
- Folio Policier, n° 670, 2012  (ISBN 978-2-07-030803-3)
- Romans durs, tome 4, Omnibus, 2023  (ISBN 978-2-258-20261-0)

## Adaptation
Adapté pour la télévision en 1988, sous le titre Le Mouchoir de Joseph, par Jacques Fansten, avec Piotr Shivak (Viktor), Catherine Frot (Anna Coraly), Isabelle Sadoyan (Maria), Coraly Zahonero (Liesbeth) et Laurent Arnal (Joseph).

## Source
- Maurice Piron, Michel Lemoine, L'Univers de Simenon, guide des romans et nouvelles (1931-1972) de Georges Simenon, Presses de la Cité, 1983, p. 86-87  (ISBN 978-2-258-01152-6)